# Fibblesandbi
Fibblesandbi (Andrena fulvago) är en art i insektsordningen steklar som tillhör överfamiljen bin och familjen grävbin.

## Beskrivning
Fibblesandbiet har en kroppslängd på 9 till 10 millimeter. Grundfärgen är mörk, men mellankroppen har tunn, orangefärgad päls och bakkanterna på tergiterna har varmgula hårband.  Behåringen på bakskenbenen är orangeaktig. Arten påminner om slåttersandbi, men denna art har svarta bakskenben. Som hos andra sandbin är bakskenbenens behåring särskilt riklig hos honan, en anpassning till uppsamlingen av pollen.

## Ekologi
Habitatet utgörs av skogar samt gräsmarker som bergsängar, torrängar och slåtterängar. Arten är oligolektisk, den hämtar enbart nektar och pollen från korgblommiga växter, framför allt från fibblor, även om också maskrosor kan besökas. Flygperioden varar från maj till juli.

### Fortplantning
Arten är solitär, det vill säga den är inte samhällsbildande. De underjordiska bona grävs ut i solbelysta sluttningar i sandig jord. Bona kan uppföras ensamma, men det förekommer att flera honor kan uppföra små kolonier, vanligtvis upp till 10 bohålor, även om enstaka observationer om upp till 50 bon per koloni har gjorts. Det förekommer att bona parasiteras av fibblegökbiet, vars larv lever av näringsförrådet (pollen) som varit avsett för värdlarven, efter det att denna eller värdägget dödats. I Sverige finns dock fibblegökbiet bara på Öland och Gotland.

## Utbredning
I Europa och västra Asien finns arten från Storbritannien (England och Wales) samt Iberiska halvön i väster till Kaukasus, Uralbergen och norra Turkiet i öster, samt från delar av Portugal, norra Spanien och norra Medelhavsområdet i söder över Mellaneuropa till södra Norge, mellersta Sverige och södra Finland i norr.
I Sverige finns arten från Skåne till Värmland- / Dalsland-området. Den är dock inte att betrakta som allmän, utan som mer lokalt förekommande. Tidigare fanns arten även i Gästrikland och Hälsingland, men idag är den försvunnen därifrån. Även i Halland och Bohuslän saknas den sedan 1950-talet. Arten är sedan 2020 klassificerad som livskraftig ("LC") av svenska Artdatabanken. Fibblesandbiets utbredning i Sverige har emellertid minskat mycket under 1900-talet och arten var länge klassad som nära hotad ("NT"). Det främsta hotet mot arten var (och är) igenväxning av biotoperna till följd av för litet bete samt gödsling.
I Finland, där arten endast finns på Åland och västra sydkusten, är arten klassad som sårbar ("VU").